# Zantvoorde British Cemetery
Zantvoorde British Cemetery is een Britse militaire begraafplaats met gesneuvelden uit de Eerste Wereldoorlog, gelegen in Zandvoorde, deelgemeente van het Belgische Zonnebeke. De begraafplaats werd ontworpen door Charles Holden en ligt 200 m ten oosten van de dorpskern. Het terrein heeft een rechthoekig grondplan met een oppervlakte van ongeveer 4.766 m² en wordt omsloten door een natuurstenen muur. Aan de straatkant staat een vierkant toegangsgebouw onder een plat dak en een metalen traliehek als ingang. Het Cross of Sacrifice staat in de zuidoostelijke hoek en de Stone of Remembrance staat wat verderop aan de oostelijke muur. Er worden 1.584 doden herdacht, waarvan 1.135 niet geïdentificeerd konden worden. De begraafplaats wordt onderhouden door de Commonwealth War Graves Commission. 

## Geschiedenis
Zandvoorde was aan het begin van de oorlog op 30 oktober nog in handen van de Britten. Het werd echter zwaar bestookt door de Duitsers tijdens de Eerste Slag om Ieper en meer bepaald de Slag bij Geluveld. De Duitsers dreven de Britten terug, konden het dorp bezetten en behielden het voor de rest van de oorlog. Pas eind september 1918 kon het worden heroverd.
De aanleg van de begraafplaats begon pas na de oorlog, toen men hier gesneuvelden verzamelde uit de omliggende slagvelden, uit kleinere begraafplaatsen en uit Duitse begraafplaatsen in Kruiseke, Komen en Wervik. Tweeëndertig gesneuvelde Britten worden herdacht met een Duhallow Block omdat zij oorspronkelijk op een Duitse begraafplaats begraven waren, maar wier graven niet meer teruggevonden werden.
Nu worden er 1.558 Britten (waaronder 1.117 niet geïdentificeerde), 22 Canadezen (waaronder 17 niet geïdentificeerde), 1 geïdentificeerde en 1 niet geïdentificeerde Australiër en 1 Indiër  herdacht. Er ligt ook een Brit begraven die sneuvelde tijdens de Tweede Wereldoorlog.
De begraafplaats werd in 2009 beschermd als monument.

## Graven
- In graf II.H.3 liggen 11 lichamen van leden van een artilleriebatterij (Royal Field Artillery) die omkwamen bij een bombardement op 11 oktober 1918.

### Onderscheiden militairen
- James Anson Otho Brooke, kapitein bij de Gordon Highlanders ontving het Victoria Cross (VC) voor zijn koelbloedige leiding tijdens de gevechten bij Geluveld op 29 oktober 1914, de dag waarop hij sneuvelde op de leeftijd van 30 jaar.
- Louis McGuffie, sergeant bij de King's Own Scottish Borderers ontving het Victoria Cross (VC) wegens zijn moedig optreden tijdens het veroveren van vijandelijke schuilholen nabij Wijtschate. Hij overleed aan zijn verwondingen op 4 oktober 1918 op de leeftijd van 24 jaar.
- Beauchamp Tyndall Pell, luitenant-kolonel bij het The Queen's (Royal West Surrey Regiment) en Henry William Crichton, majoor bij de Royal Horse Guards werden onderscheiden met de Distinguished Service Order (DSO). Laatstgenoemde verwierf ook de Royal Victorian Order (MVO).
- John Valentine Cook, kapitein bij het The Queen's (Royal West Surrey Regiment) en Henry Ewart Bethune, kapitein bij de Highland Light Infantry werden onderscheiden met het Military Cross (MC).
- Tom Mallett, sergeant bij de Sherwood Foresters (Notts and Derby Regiment) ontving de Distinguished Conduct Medal (DCM).
- sergeant Frederick George Hoy, de korporaals Harold Frederick Stevens en J. Neally, schutter Patrick O'Shaughnessy, kanonnier George Armstrong Thompson en de soldaten H. Northrop, W. Ward, William George Elkins en W. Chandler ontvingen de Military Medal (MM).

### Minderjarige militair
- Thomas Reilly, soldaat bij het 2nd Bn. Gordon Highlanders was slechts 16 jaar toen hij op 18 juni 1915 sneuvelde.

### Alias
- George Shannon Foy diende onder het alias George Shannon bij het 2nd Bn. Border Regiment.